# Convento dei Domenicani (Polesine Zibello)
Il convento dei Domenicani è un ex monastero cattolico dalle forme rinascimentali e neoclassiche situato in via Giacomo Matteotti 27 a Zibello, nel comune di Polesine Zibello in provincia di Parma; ospita oggi la scuola secondaria di 1º grado del paese, il museo della Civiltà contadina "Giuseppe Riccardi" e il museo "Il cinematografo".

## Storia
Il convento fu edificato a partire dal 1494 per volere di Gianfrancesco I Pallavicino, primo signore del marchesato di Zibello, che, prima della sua morte, incaricò il figlio Federico di completarne la costruzione; in realtà i lavori furono portati a termine verso il 1510 dalla marchesa Clarice Malaspina, vedova di Federico, che inoltre donò al convento una vasta tenuta agricola, che garantisse il mantenimento della struttura.
I frati domenicani, che entrarono nella struttura nel 1510, crearono una biblioteca all'interno dell'imponente edificio, che sopraelevarono nel XVII secolo; nel corso del XVIII secolo innalzarono la facciata verso sud-est.
Nel 1769, tuttavia, i domenicani furono espropriati di tutte le loro proprietà per effetto delle leggi di Guillaume du Tillot, primo ministro del ducato di Parma e Piacenza; nel 1777 i frati riacquistarono l'intera struttura, ma i nuovi decreti napoleonici degli inizi del XIX secolo li costrinsero ad abbandonarla nuovamente e definitivamente. La chiesa e il lato nord-ovest del convento furono abbattuti, mentre nel 1822 il resto della struttura fu adibito a ospedale, per volere della duchessa Maria Luigia, che incaricò l'architetto di corte Paolo Gazola anche della progettazione di una nuova ala a sud-est; quest'ultima fu completata nel 1824.
L'edificio mantenne le funzioni nosocomiali fino al 1970. Due anni dopo il Comune di Zibello acquistò la grande struttura, trasformandola in edificio scolastico.
Nel 1985 il piano terreno dell'ala sud fu adibito a sede del Museo della civiltà contadina.
Nei primi anni del XXI secolo il chiostro interno fu completamente restaurato.

## Descrizione

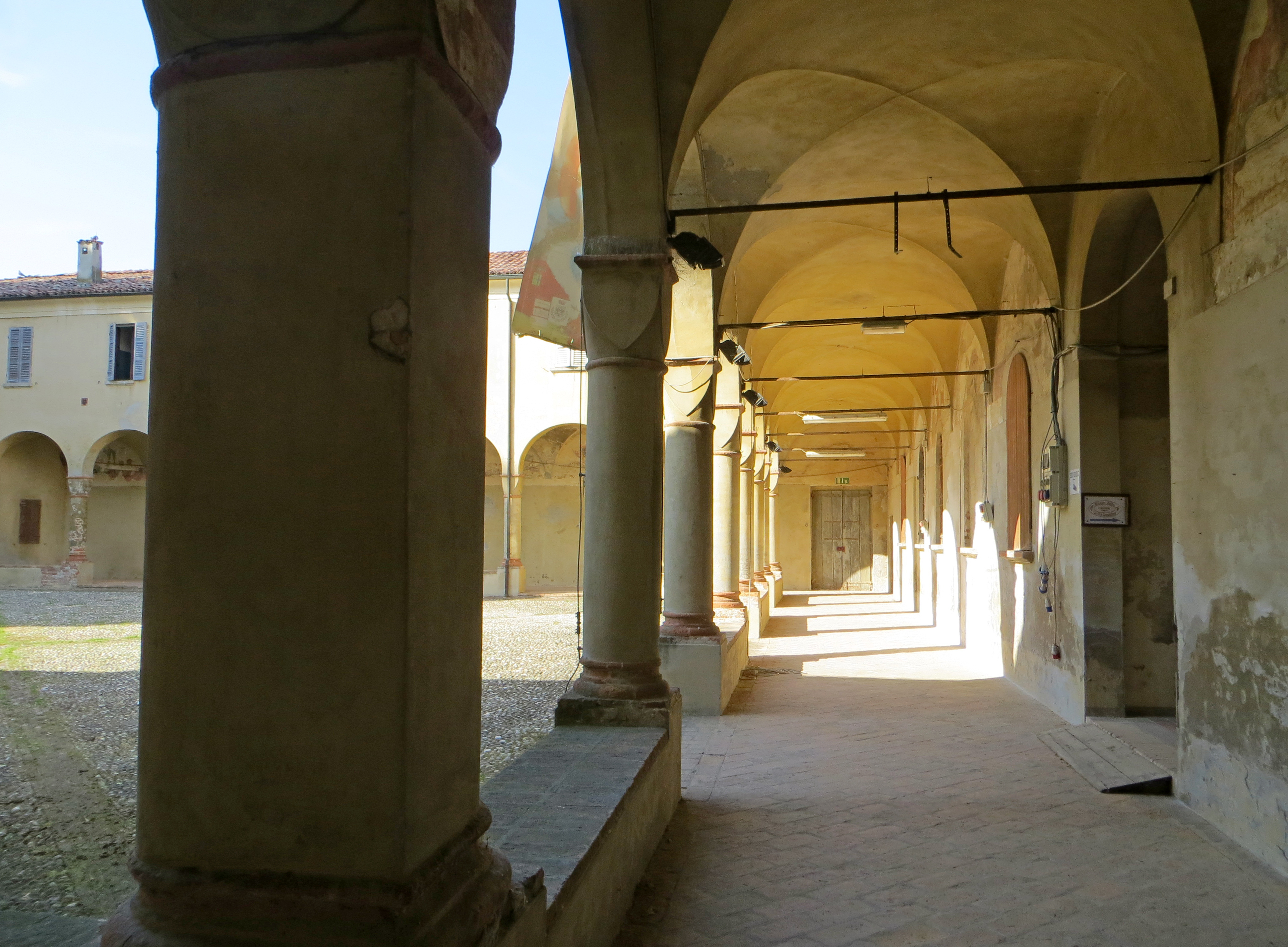
Porticato del lato sud-est del chiostro

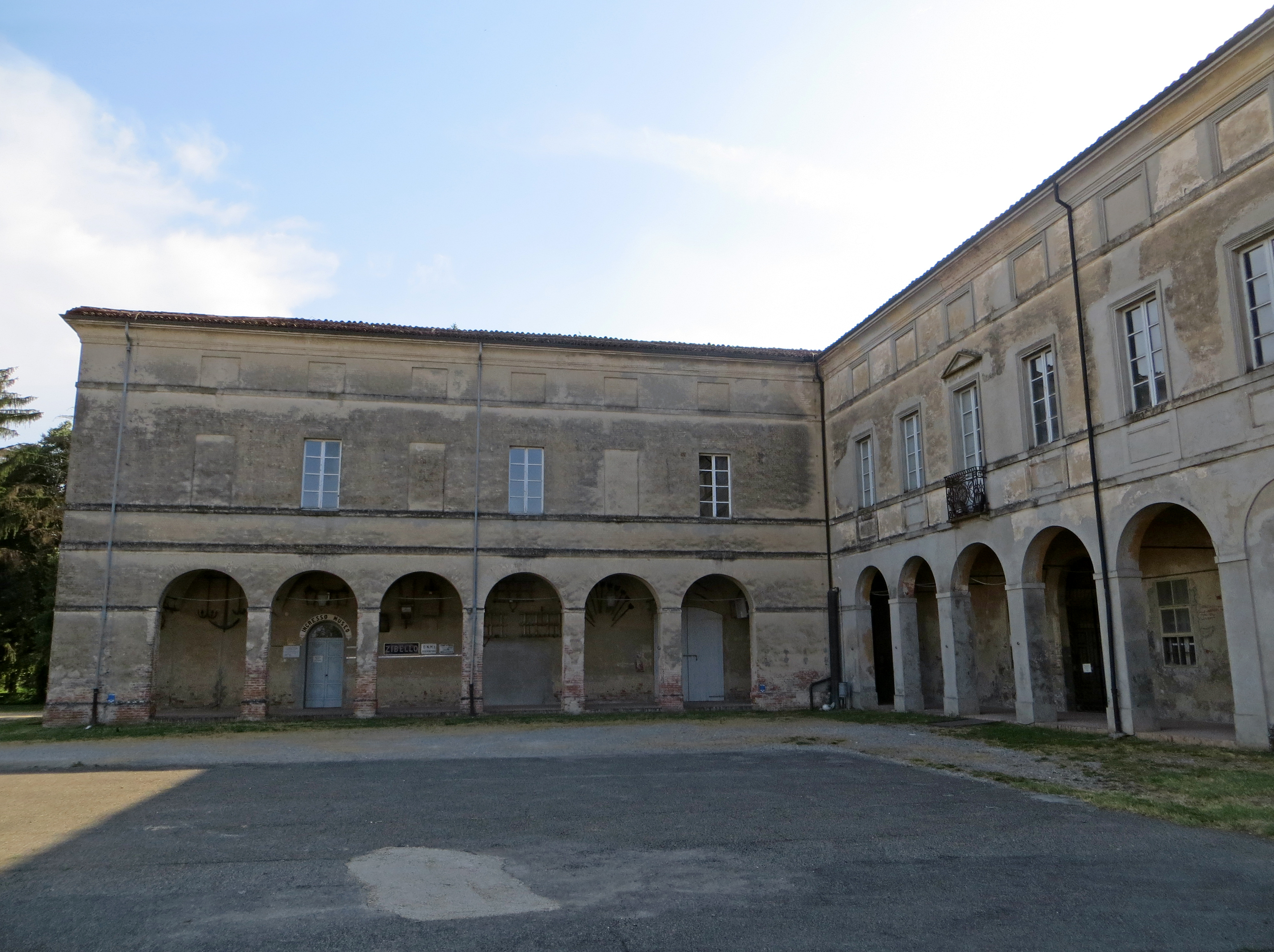
Ala sud-est e facciata posteriore

Il convento si innalza su un'estesa ed articolata planimetria, attorno ad un chiostro cinquecentesco, il cui lato nord-ovest fu abbattuto all'inizio del XIX secolo; un'ulteriore ala si prolunga verso sud-est.
Le facciate a sud, neoclassiche, si elevano su un porticato angolare ad archi a tutto sesto, sostenuto da pilastri quadrati; il primo piano, sviluppato su una doppia fascia marcapiano, è scandito ordinatamente da finestre incorniciate, alcune delle quali timpanate, i cui tratti sono ripresi nelle finte aperture del sottotetto.
Verso nord si apre il pregevole chiostro cinquecentesco ad archi a tutto sesto, sviluppato su tre lati, che si innalza su colonne circolari coronate da capitelli a cubo scantonato in pietra; le volte a vela del porticato scandiscono le numerose lunette murarie, alcune delle quali conservano importanti tracce di affreschi seicenteschi, che raffigurano episodi della vita di san Domenico; sul pulvino di una colonna d'angolo sono inoltre ancora visibili gli stemmi dei Pallavicino e dei Malaspina. Al di sopra del primo piano è evidente la sopraelevazione tardo-rinascimentale, coronata da un elegante cornicione ornato.
All'interno lunghi corridoi coperti da volte a crociera collegano le numerose stanze; un ampio ed elegante scalone unisce i vari livelli, mentre al primo piano si aprono sui due corridoi altrettante cupole ovali ottocentesche.

## Museo della civiltà contadina "Giuseppe Riccardi"

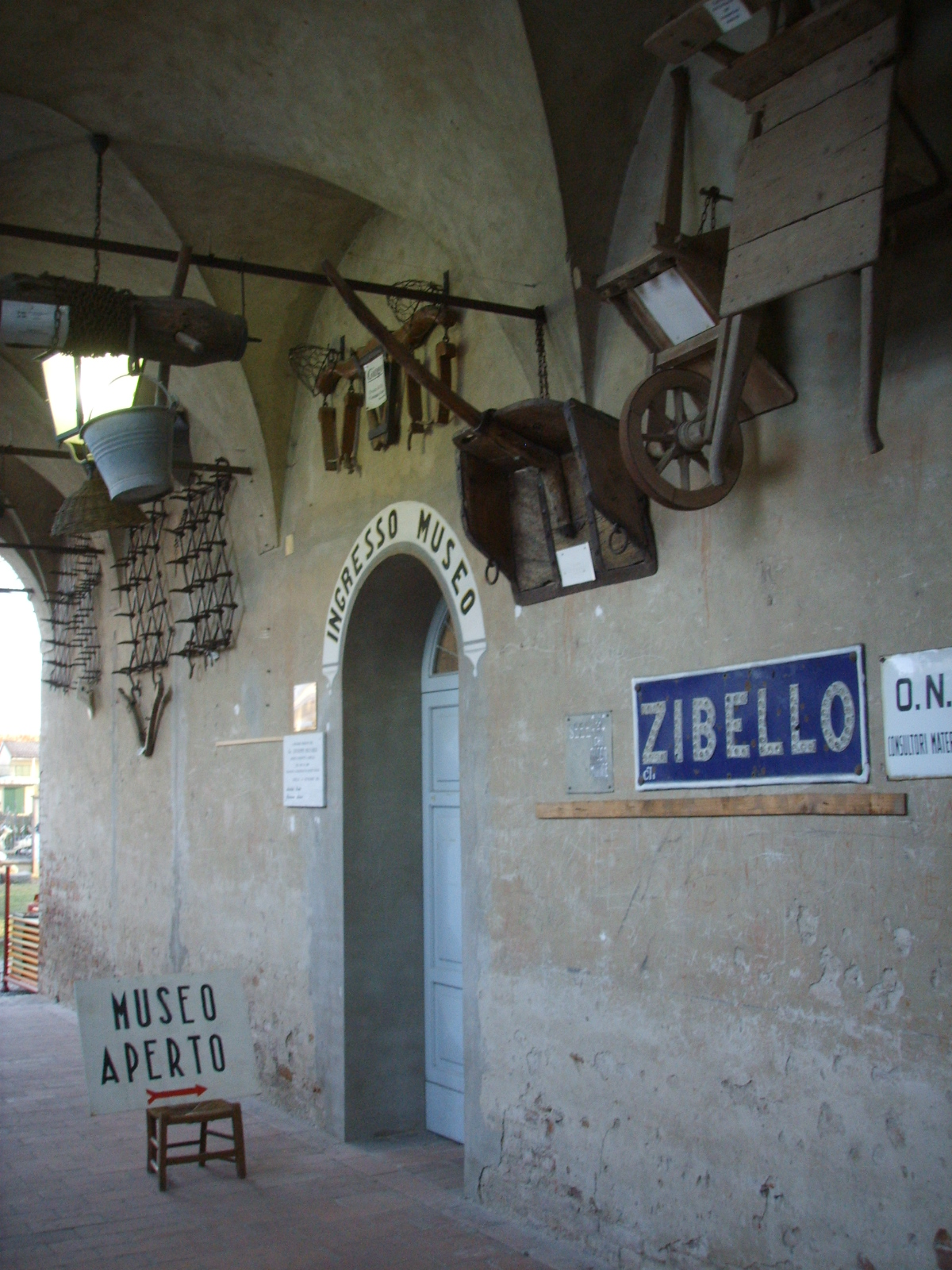
Ingresso del museo

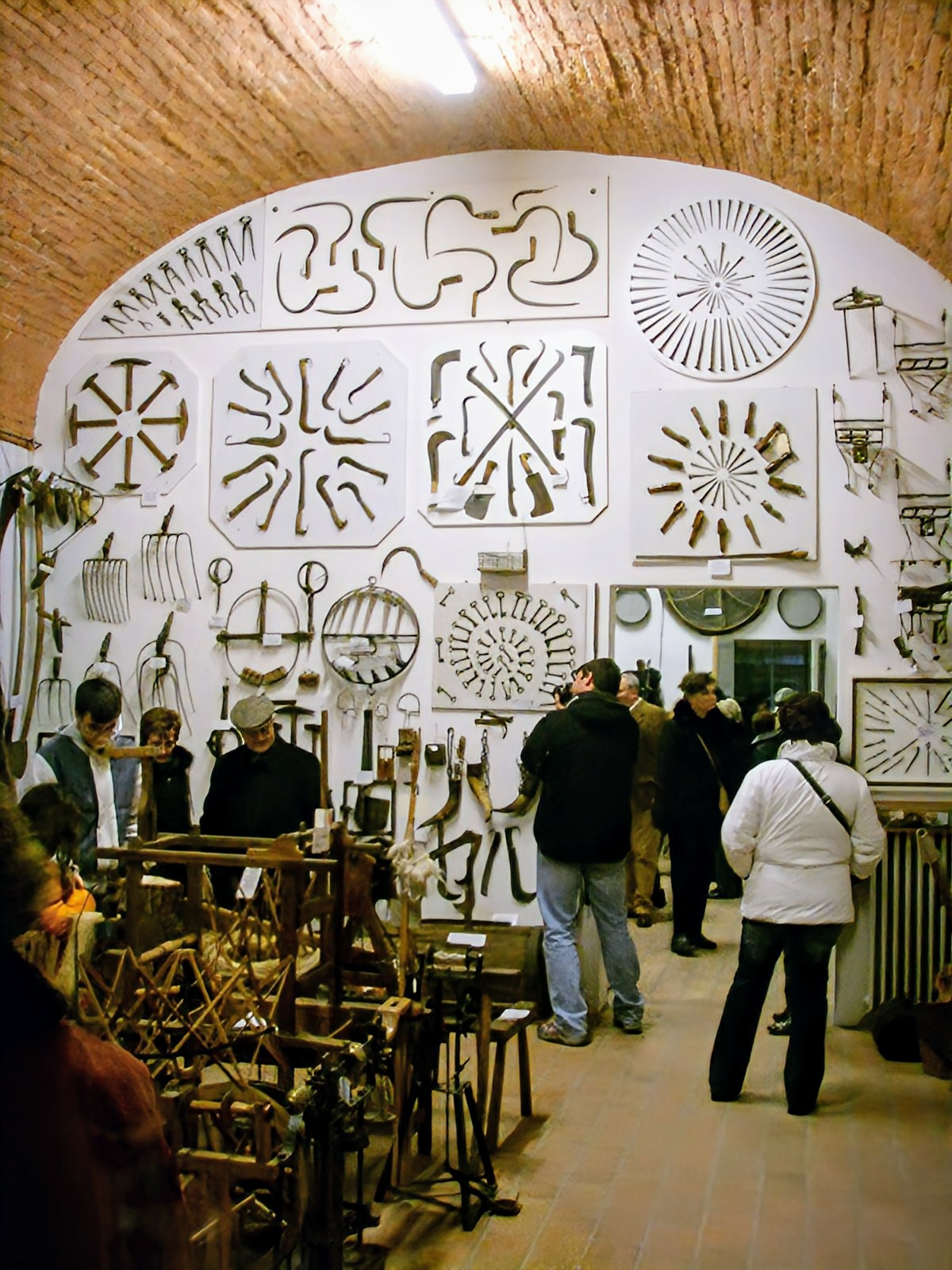
Una delle sale interne

Il museo, fondato nel 1985 dal dottor Giuseppe Riccardi, medico zibellino e collezionista, occupa cinque vani del piano terreno dell'ala sud del complesso, concessi dal Comune di Zibello; vi sono raccolti numerosi oggetti ed attrezzi legati al lavoro nei campi ed alla vita contadina, provenienti dal territorio comunale e dalle zone vicine.
Ogni ambiente contiene pezzi relativi ad un diverso tema:
- cucina;
- "porta morta" (ambiente coperto ma aperto, compreso fra l'aia, la stalla e l'abitazione colonica);
- attrezzi agricoli;
- attrezzi artigianali;
- cantina.[7]

Lungo un ampio corridoio è inoltre conservata una tipica imbarcazione padana, costruita artigianalmente a Zibello.
A parte sono infine collocati alcuni reperti archeologici, tra cui alcune monete, risalenti a diverse epoche, accomunati dall'essere stati tutti rinvenuti lungo le rive del fiume Po o nelle campagne circostanti.

## Museo "Il cinematografo"
Il museo, fondato dal collezionista Luciano Narducci, raccoglie circa 600 pezzi della sua ricca raccolta di oggetti relativi alla cinematografia, alcuni dei quali molto rari.
Nelle stanze sono esposti tra gli altri un prassinoscopio francese del 1827, alcuni grammofoni risalenti al 1920 circa e varie lanterne magiche in rame.